# Yasmin Brunet
Yasmin Brunet Fernandez (nascida Botelho Fernandez; Rio de Janeiro, 6 de junho de 1988) é uma modelo e empresária brasileira.

## Biografia e carreira

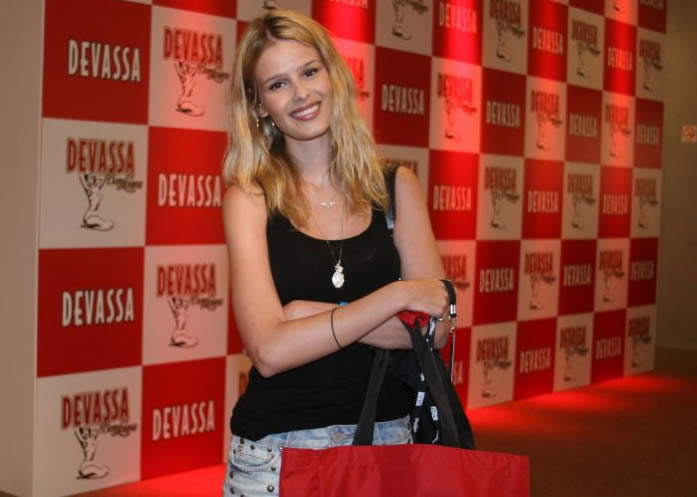
Yasmin durante evento da cerveja Devassa no Carnaval do Rio de Janeiro

Yasmin é filha da modelo brasileira Luiza Brunet com o empresário argentino Armando Fernandez, e tem um irmão mais novo chamado Antônio Botelho Fernandez, nascido em 1997. Com apenas 19 dias de vida, participou de uma campanha de saúde. Sua carreira de modelo começou mesmo aos 13 anos, assessorada pela mãe. Desde então fez desfiles importantes como SPFW (seu primeiro trabalho oficial), Versace e Patachou, posou para diversos catálogos de marcas famosas e muitas outras ações promocionais. Em 2008, posou para a edição especial Sports Illustrated Swimsuit Issue da conceituada revista esportiva Sports Illustrated.
Em 2015, estreou como atriz em Verdades Secretas interpretando a modelo Stephanie, uma das agenciadas da Fanny Models que integra o "book rosa", catálogo que oferece modelos como acompanhantes de luxo.
Em janeiro de 2024, foi confirmada na vigésima quarta temporada do reality show Big Brother Brasil como uma das participantes do grupo "Camarote". Durante sua participação, recebeu cobertura da imprensa pela amizade com Wanessa Camargo e por ser alvo de comentários considerados machistas de outros participantes.

## Educação
Yasmin estudou em escolas de elite no Rio de Janeiro, época em que afirma ter sofrido bullying por parte de outras meninas, por causa da sua estatura e magreza. Durante sua adolescência, se vestia de preto e se autointitulava gótica. Na época, sua melhor amiga era Mayra Dias Gomes, filha do escritor Dias Gomes e Bernadeth Lyzio, que viria a se tornar futuramente escritora, jornalista e lutadora, com quem se apelidava de "As Weird" (as esquisitas). Aos 16 anos, foi emancipada pelos pais, e em busca de melhores trabalhos na área de moda, foi morar sozinha em Nova Iorque, onde cursou o ensino médio norte-americano (high school). Nos Estados Unidos, estampou as principais capas e editorias de moda, ganhando grande notoriedade por ser modelo fotográfica e de passarela. Yasmin viajou por diversos países, estrelando campanhas de agências norte-americanas. Cursou também a faculdade de cinema na Universidade de Nova Iorque, além de se profissionalizar em teatro, se formando como atriz. Yasmin é trilíngue, falando fluentemente português, sua língua materna, espanhol, idioma de sua família paterna, e inglês. A modelo vem eventualmente ao Brasil visitar a família, mas continua vivendo em Nova Iorque desde a adolescência.

## Vida pessoal
Em 2005, Brunet começou um relacionamento com o modelo Evandro Soldati, com quem se casou em 2012 em uma cerimônia na Espanha, mas em 2020, após 15 anos, separaram-se. Em 23 de janeiro de 2021, Brunet casou-se com o surfista Gabriel Medina, mas os dois separaram-se após um ano.
É defensora dos direitos dos animais e também empenhada na conscientização sobre o ambientalismo, contra a proibição de substâncias e outras causas humanitárias. Em maio de 2016, ela revelou ser vegetariana há mais de sete anos.
Yasmin é diagnosticada com lipedema.

## Filmografia

### Televisão
| Ano  | Título             | Papel/Função             | Notas        | Ref.   |
| ---- | ------------------ | ------------------------ | ------------ | ------ |
| 2015 | Verdades Secretas  | Stephanie                | Temporada 1  | [ 23 ] |
| 2024 | Big Brother Brasil | Participante (13º lugar) | Temporada 24 | [ 24 ] |